# Synodontis congicus
Synodontis congicus är en fiskart som beskrevs av Poll, 1971. Synodontis congicus ingår i släktet Synodontis och familjen Mochokidae. IUCN kategoriserar arten globalt som livskraftig. Inga underarter finns listade i Catalogue of Life.